# زمین‌لرزه‌های ۲۰۱۲ اقیانوس هند
زمین‌لرزه‌های ۲۰۱۲ اقیانوس هند (انگلیسی: 2012 Indian Ocean earthquakes) دو زمین‌لرزه زیردریایی با بزرگای ۸/۶ و ۸/۲ درجه در مقیاس بزرگای گشتاوری بودند که در ساعت 15:38 به وقت محلی در نزدیکی استان آچه اندونزی روی داد. این زمین‌لرزه‌ها از نوع زمین‌لرزه درون‌ورقه‌ای بودند که به صورت غیرعادی بزرگ بوده و بزرگ‌ترین زمین‌لرزه ناشی از گسل‌های امتدادلغز هستند که تا کنون ثبت شده‌اند.